# 返臺加簽
返台加簽為過去台灣簽證制度的一種。
過去，持有有效中華民國護照及返台加簽者才能重新入境台灣；而中華民國政府可以從入出境管理局直接取消任何一個回台加簽的字號。而這也造成海外台灣人的黑名單現象。世界上大多數國家都只對外國人發出入境簽證，回台加簽被認為是中華民國政府所創「給自己人民入境簽證」的制度。 
由於返台加簽的作法違反中華民國憲法所保障的人民有居住及遷徙之自由權利。在1998年5月22日司法院大法官會議公佈的釋字第454號解釋為違憲後，公告返台加簽制度在1999年5月23日廢止。
目前，持中華民國護照之無戶籍國民如欲入境台灣停留，必需向中華民國駐外領使館（國外）或內政部移民署（國內）申請短期停留許可。

## 其他國家類似制度
英國也有對非公民（non British Citizen）的英國護照持有人發出入境簽證的制度。參見《英國國籍法》（British nationality law）。